# Jiří Daňhelka
Jiří Daňhelka (7. února 1919 Praha – 28. března 1993 Olomouc) byl český bohemista, lingvista, slavista a vysokoškolský pedagog, v letech 1966 až 1969 děkan Filozofické fakulty Univerzity Palackého (FF UP). 

## Život
Narodil se v únoru 1919 v Praze. V letech 1930 až 1938 absolvoval studium na klasickém gymnáziu na Královských Vinohradech v Praze. Po maturitě v roce 1938 začal studovat slovanskou filologii, bohemistiku a indoevropeisteku. Po uzavření českých vysokých škol 17. listopadu 1939 začal pracovat v knihkupectví, vyučoval na obchodní škole a nakonec byl v letech 1944 až 1945 totálně nasazen jako dělník v továrně. V roce 1942 začal vydávat popularizační, publicistické i odborné práce v různých časopisech.
Po konci druhé světové války se v roce 1945 stal asistentem semináře pro slovanskou filologii na Filozofické fakultě Univerzity Karlovy a začal přednášet na Škole vysokých studií pedagogických v Plzni, kde setrval do roku 1949. V roce 1946 získal titul doktora filozofie (vystudoval ve zkráceném termínu). V září 1948 začal pracovat jako vědecký pracovník na Ústavu pro jazyk český ČSAV, kde setrval do října 1952. V roce 1952 se habilitoval, v roce 1959 se stal kandidátem věd a v roce 1965 se stal profesorem starého českého jazyka a české literatury na Filozofické fakultě Univerzity Palackého v Olomouci, kde tou dobou žil.
V letech 1966 až 1969 působil jako děkan FF UP. V této době podepsal text Dva tisíce slov, načež v souvislosti s čistkami po invazi vojsk Varšavské smlouvy do Československa (proti které se Daňhelka otevřeně postavil) musel ve funkci v roce 1969 skončit, v roce 1970 byl vyloučen z KSČ a v roce 1972, tj. již v době normalizace, mu bylo zakázáno přednášet. V roce 1975 mu byl na Univerzitě Palackého ukončen pracovní poměr, poté pracoval jako pomocní stavební dělník, výtahář a v roce 1978 odešel do invalidního důchodu. Po sametové revoluci se na FF UP vrátil a stal se doktorem věd. Zemřel na konci března 1993 v Olomouci po vleklé chorobě.
Byla mu udělena pamětní medaile Jana Husa a zlatá medaile Univerzity Palackého.